# Club Universidad Nacional de La Matanza
O Club Universidad Nacional de La Matanza,  é um clube poliesportivo argentino da cidade de San Justo (Buenos Aires) com destaque para o voleibol feminino  que disputa a elite nacional e futsal.

## Histórico
O clube UNLaM começou a participar das competições da AFA em 2014, quando ocorreu a criação da Primera C, disputou e devido à baixa pontuação, foi desfiliado. Em 2017, com a criação da Primera D, voltou a participar. Na competição, terminou em primeiro lugar na Zona 1 com 46 pontos, obtendo promoção direta e entrou na final pelo título contra o vencedor da Zona 2, Chacarita Juniors. A final foi disputada no dia 17 de novembro no Parque Avellaneda, a partida ficou empatada em 5 a 5 no tempo regulamentar, após a UNLaM vencer por 3 a 0, e na prorrogação acabou perdendo por 8 a 7. 
No retorno à Primera C, alcançou a quinta colocação com 59 pontos, entrando nos playoffs pela terceira promoção. Nas semifinais, enfrentou o Arsenal em La Catedral e, após vencer por 2 a 0, acabou perdendo por 4 a 3.. 
Na temporada de 2019, ele terminou novamente em quinto lugar com 67, chegando aos playoffs. Nas semifinais enfrentou o Newell's Old Boys e, apesar do empate em 2 a 2 em San Justo, foi eliminado após perder por 8 a 3 no Provincial de Rosário.
Após o cancelamento da temporada 2020 devido a restrições sanitárias em decorrência da pandemia de COVID-19 , teve início a competição da temporada 2021.
A instituição possui o departamento de voleibol em ambos os naipes que atuam na Divisão de Honra em 2022, categoria mais alta da competição metropolitana. Porém, após o campeonato oficial de 2022, o time masculino não conseguiu manter a categoria, portanto a partir da temporada de 2023 disputará a Primeira Divisão, segundo ranking do voleibol metropolitano.
No naipe feminino, a universidade sagrou-se campeã da Copa Chulo Olmo 2022, organizada pela Federação Metropolitana de Voleibol e também conquistou a Liga Federal Feminina, segunda colocada no vôlei feminino em nível nacional. O time masculino, por sua vez, também sagrou-se campeã da Copa Chulo Olmo mas em 2015.

## Títulos conquistados
Voleibol Feminino
 0 Campeonato Sul-Americano de Clubes
 0 Campeonato Argentino A1
 1 Campeonato Argentino A2
- Campeão:2022

 0Supercopa Argentina
 0 Copa Argentina